# دانشگاه تعز
دانشگاه تعز (به عربی: جامعة تعز) در تاریخ ۱۹ آوریل ۱۹۹۳ تأسیس و در ۱۱ اکتبر ۱۹۹۵ گشایش یافت.

## دانشکده‌ها
دانشگاه دارای ۸ دانشکده به شرح زیر می‌باشد:
- دانشکده آموزش
- دانشکده علوم
- دانشکده دارو
- دانشکده هنر
- دانشکده علوم اداری
- دانشکده حقوق
- دانشکده مهندسی و فناوری اطلاعات
- دانشکده آموزش، هنر و علوم (در التوربا)

## مرکز علمی
دانشگاه دارای ۵ مرکز علمی به شرح زیر می‌باشد:
- مرکز زبان
- مرکز آموزش و مشاوره
- مرکز تدریس و توسعه آموزش
- مرکز مطالعات محیطی و خدمات اجتماعی
- مرکز فعالیت‌های فرهنگی و رسانه